# Eclipse de Péricles
Eclipse de Péricles foi um eclipse solar que ocorreu no início da Guerra do Peloponeso. Este eclipse ocorreu, segundo cálculos tradicionais, no dia 3 de Agosto do ano 431 a.C.

## História
No início da Guerra do Peloponeso, Péricles estava se preparando para liderar uma força de ataque de cento e cinquenta navios de guerra, carregando hoplitas e cavaleiros, quando ocorreu um eclipse do Sol, que deixou todos apavorados, como se isto fosse um presságio. Péricles, porém, cobriu os olhos do capitão do seu navio com sua capa, e perguntou se isto era algo terrível ou o presságio de alguma desgraça. Quando o capitão respondeu que não, Péricles perguntou "Então porque o eclipse é algo diferente disto, exceto que foi algo bem maior que a minha capa que causou a escuridão?" De acordo com Plutarco, esta história era contada nas escolas de filosofia da sua época.

## Análise
Este eclipse foi datado como tendo ocorrido às 17:00, tempo local de Atenas, no dia 3 de Agosto de 431 a.C. A data para o eclipse em 30 de Março de 433 a.C., que deslocaria os eventos da Guerra em dois anos para trás, chegou a ser cogitada, porém rejeitada.
O eclipse de Péricles pode ser visto no site da NASA.